# Бібліотека «Мрія» для дітей
Бібліотека «Мрія» для дітей Оболонського району м. Києва.

## Адреса
04209 м.Київ вул. Героїв Дніпра, 35

## Транспорт
Тролейбуси: 32 — їхати до зупинки "Ст. М."Героїв Дніпра""
Трамваї: 16, — їхати до зупинки «Ст. М. „Героїв Дніпра“»
Метро: Ст. М. «Героїв Дніпра»

## Опис
Площа приміщення бібліотеки — 94 м², книжковий фонд — понад 13 тис. примірників. Щорічно обслуговує 3,0 тис. користувачів, кількість відвідувань за рік — 22,5 тис., книговидач — 62,0 тис. примірників.

## Історія
Заснована в 1985 році. Бібліотека бере активну участь у районних соціальних програмах, співпрацює із підлітковим клубом «Либідь», школами № 256, № 168 та спеціалізованою школою № 252 ім. В. Симоненка.
Усі читачі бібліотеки також мають змогу безкоштовно скористатися послугами Інтернет-центру та Wi-Fi. Усі читачі бібліотеки також мають змогу безкоштовно скористатися послугами Інтернет-центру та Wi-Fi.
23 листопада 2023 року Київська міська рада перейменувала бібліотеку № 129 для дітей на «Мрія».